# Naval Air Station Point Mugu

i7
i11
i13
Die Naval Air Station Point Mugu (IATA-Code: NTD, ICAO-Code: KNTD) ist die Bezeichnung eines ehemaligen Raketenstartplatzes und heutigen Militärflugplatzes der US-Marine. Point Mugu liegt an der Westküste der Vereinigten Staaten in Kalifornien nahe Oxnard, ca. 80 km westnordwestlich von Los Angeles. Der Stützpunkt bildet seit 2000 zusammen mit einer benachbarten Pioniereinheit die Naval Base Ventura County.

## Geschichte

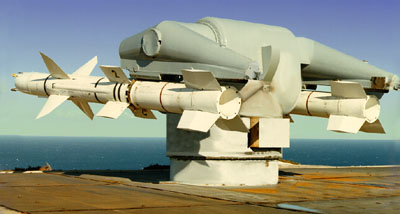
Startanlage für MQM-8 Vandal-Zielflugkörper in Point Mugu

Der Flugplatz entstand während des Zweiten Weltkriegs. Von Point Mugu wurden seit 1958 zahlreiche Prototypen militärischer Raketen und Höhenforschungsraketen gestartet.

## Zwischenfälle
Am 18. Mai 2011 stürzte eine Boeing 707  (Luftfahrzeugkennzeichen N707AR) der Omega Aerial Refueling Services um 17:25 Uhr Ortszeit beim Start am Ende der Startbahn ab. Die drei Besatzungsmitglieder konnten sich mit leichten Verletzungen aus dem Flugzeug retten. Das Flugzeug mit 70 t Treibstoff brannte völlig aus.

## Heutige Nutzung
Heute ist hier unter anderem das Frühwarngeschwader der Pazifikflotte (COMAEWWINGPAC) beheimatet, dem die Westküsten AWACS-Flugzeuge E-2C Hawkeye und die RQ-4C Triton-Drohnen unterstehen.